# Palumbia bellierii
Palumbia bellierii är en tvåvingeart som först beskrevs av Jacques-Marie-Frangile Bigot 1860.  Palumbia bellierii ingår i släktet Palumbia och familjen blomflugor.
Artens utbredningsområde är Italien. Inga underarter finns listade i Catalogue of Life.